# Desfontainia pulchra
Desfontainia pulchra är en tvåhjärtbladig växtart som beskrevs av Harold Norman Moldenke. Desfontainia pulchra ingår i släktet Desfontainia och familjen Columelliaceae. Inga underarter finns listade.